# Arch Enemy
Arch Enemy – szwedzki zespół muzyczny wykonujący melodic death metal, założony w 1996 przez Michaela i Christophera Amottów i Johana „Liiva” Axelssona.
Po wydanym w 2001 albumie Wages of Sin nastąpił stopniowy wzrost popularności zespołu. Kolejne wydawnictwa grupy cieszyły się uznaniem fanów, jak i krytyków muzycznych. Wydany w 2007 album Rise of the Tyrant zadebiutował na 84. miejscu listy sprzedaży Billboard 200 w Stanach Zjednoczonych.
Od 2014 zespół tworzą: wokalistka Alissa White-Gluz, gitarzyści Michael Amott i Jeff Loomis, basista Sharlee D’Angelo oraz perkusista Daniel Erlandsson.

## Historia

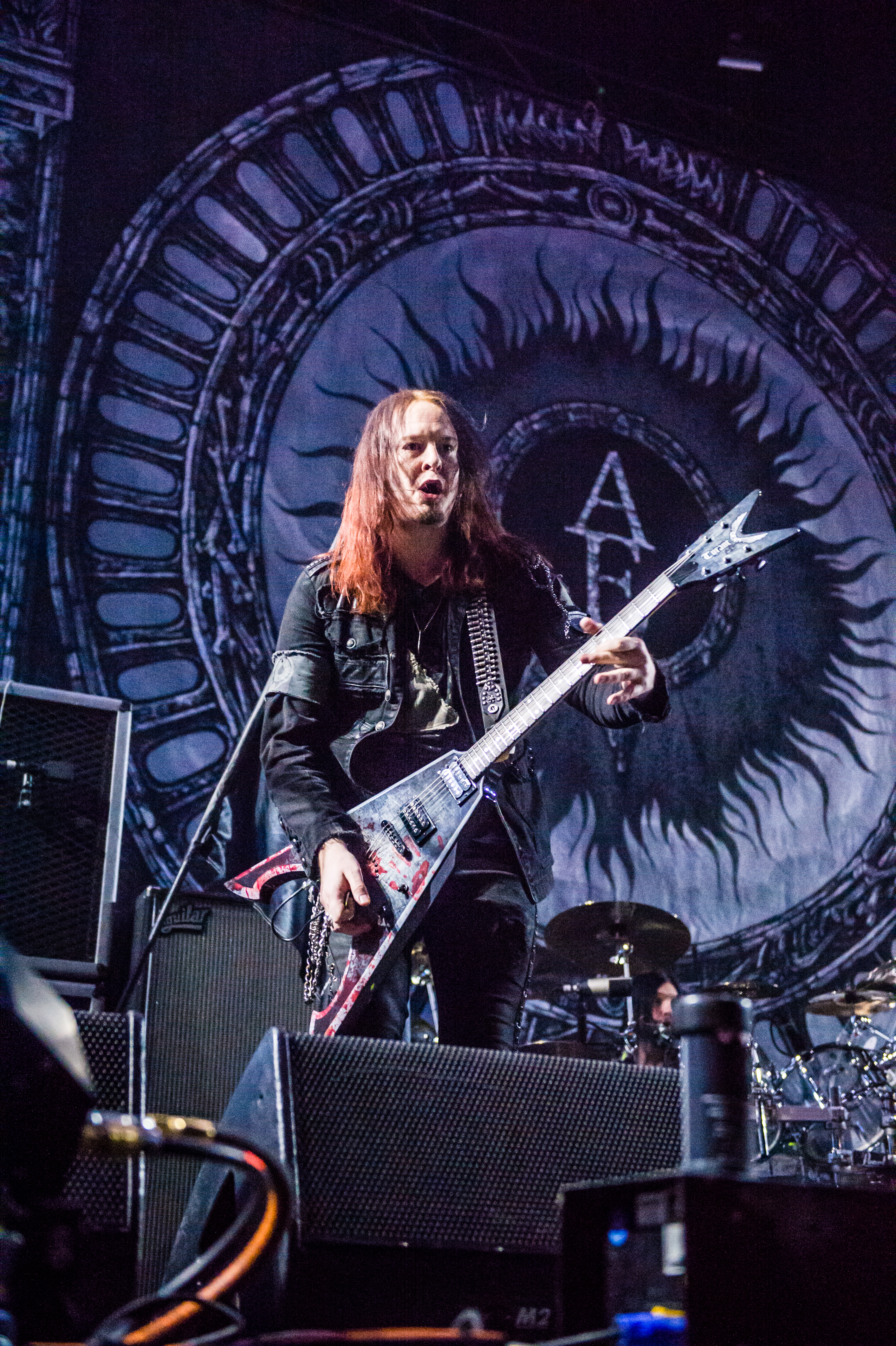
Michael Amott (2015)

Zespół powstał w 1996 w Halmstad z inicjatywy Michaela i Christophera Amottów i Johana „Liiva” Axelssona. Muzycy zaprosili do współpracy sesyjnego perkusistę Daniela Erlandssona. Również w 1986 nakładem wytwórni muzycznej Wrong Again Records wydali swój debiutancki album pt. Black Earth. W 1997 z zespołu odszedł perkusista Daniel Erlandsson, a jego miejsce zajął Peter Wildoer. Do składu dołączył również basista Martin Bengtsson.
18 maja 1998 muzycy wydali album pt. Stigmata. Niedługo później zespół opuścili perkusista Peter Wildoer i basista Martin Bengtsson, a ich miejsce zajęli Sharlee D’Angelo i Daniel Erlandsson. 21 maja 1999 premierę miał trzeci album grupy pt. Burning Bridges, promowali teledyskiem do utworu „The Immortal”. 5 grudnia 2000 muzycy wydali pierwszy album koncertowy zespołu pt. Burning Japan Live 1999. W tym samym roku z zespołu odszedł wokalista Johan „Liiva” Axelsson, a jego miejsce zajęła Angela Gossow. 2 kwietnia 2001 premierę miał zrealizowany w studiu Fredman album pt. Wages of Sin, który muzycy promowali podczas koncertów w Stanach Zjednoczonych.
W 2002 muzycy wydali swój pierwszy minialbum pt. Burning Angel. 25 sierpnia 2003 premierę miał album pt. Anthems of Rebellion, który nagrali we współpracy z producentem Adny Sneapem. Wydawnictwo ukazało się również w limitowanej wersji dwupłytowej zawierającej nagrania zarejestrowane podczas koncertów. 15 listopada 2004 wydali minialbum pt. Dead Eyes See No Future. 22 sierpnia 2005 do sprzedaży trafił album pt. Doomsday Machine, który nagrali w studiu Slaughterhause we współpracy z producentem muzycznym Rickardem Bengtssonem. Płytę promowali teledyskami do utworów: „Nemesis” i „My Apocalypse”. W lipcu tego samego roku z zespołu odszedł Christopher Amott, którego tymczasowo zastąpił Gus G., a następnie jego miejsce zajął Fredrik Åkesson.

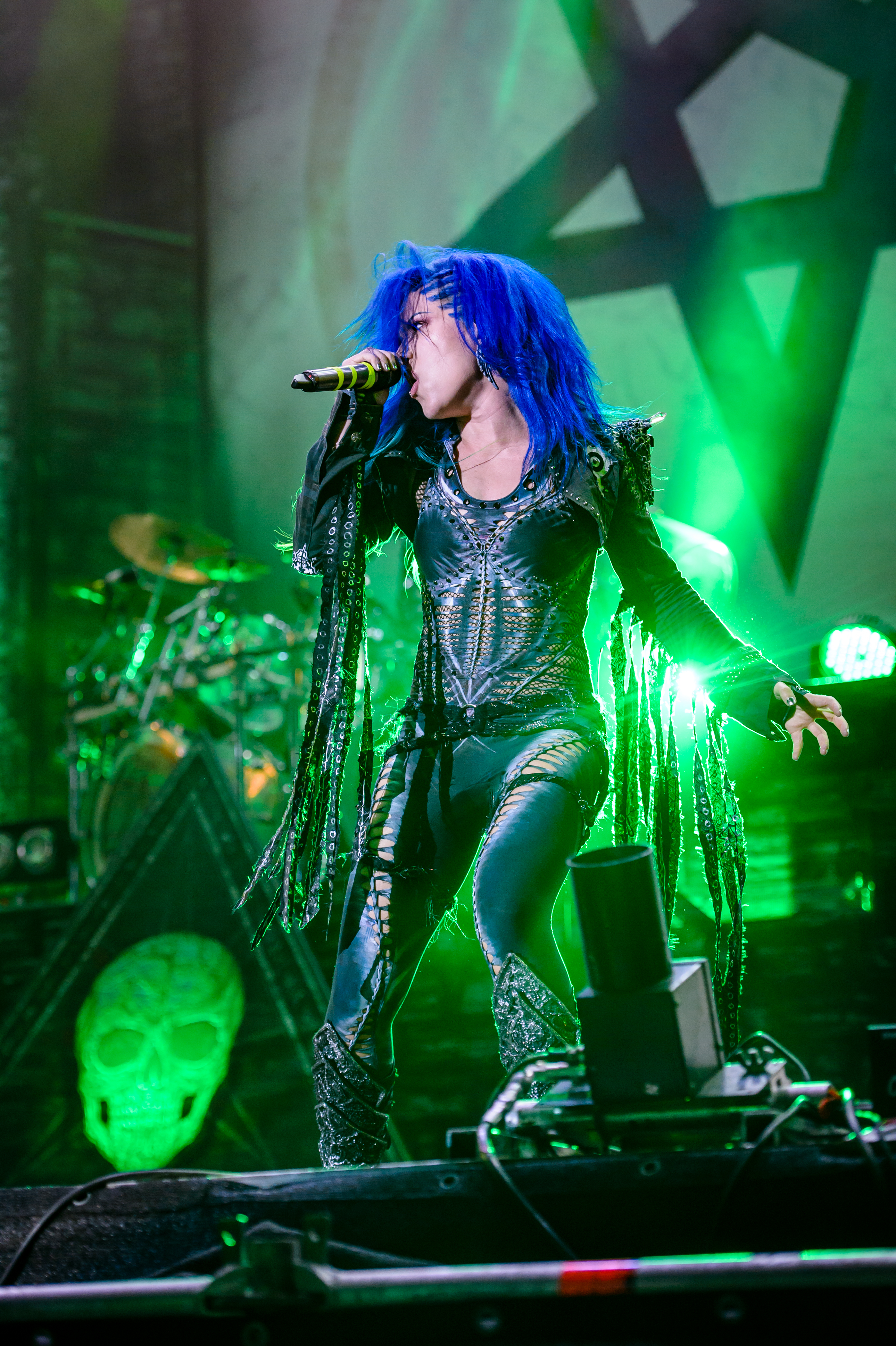
Alissa White-Gluz (2016)

8 sierpnia 2006 ukazało się pierwsze wydawnictwo DVD w dorobku zespołu pt. Live Apocalypse. Wydawnictwo zawiera m.in. koncert zarejestrowany w grudniu 2004 w londyńskim The Forum, teledyski i wywiady z muzykami zespołu. 31 sierpnia 2007 ukazał się trzeci minialbum pt. Revolution Begins, a 24 września – album studyjny pt. Rise of the Tyrant, który został nagrany w studiu nagraniowym Fredman i wyprodukowany przez Fredrika Nordströma. Płytę promowali teledyskami do utworów: „I Will Live Again” i „Revolution Begins”. Grupa odbyła również trasę koncertową w Stanach zjednoczonych wraz z Machine Head, Throwdown i Sanctity. Angela Gossow tak mówiła o albumie: „Na ostatnim albumie eksperymentowałam trochę z podwajaniem linii wokalnych, co teraz uważam za zabieg, który w jakimś stopniu pozbawia wokal charakteru i agresji. Dlatego tym razem jest klasycznie - jedna ścieżka wokalu, żadnych wypełnień, zero dodatkowych efektów”. W tym czasie do zespołu powrócił Christopher Amott.
12 listopada 2007 ukazał się drugi album koncertowy zespołu pt. Tyrants of the Rising Sun, a 12 dni później – album DVD o tym samym tytule zawierający zapis koncertu zarejestrowanego w 2008 w Tokio.
W 2009 ukazała się kompilacja pt. The Root of All Evil, na której znalazły się ponownie zarejestrowane utwory z trzech pierwszych albumów grupy, na których zaśpiewał Johan „Liiva” Axelsson. 2 marca tego samego roku nakładem wytwórni Century Media Records ukazała się kompilacja nagrań grupy pt. Manifesto of Arch Enemy. 30 maja 2011 muzycy wydali album pt. Khaos Legions, z którym zadebiutowali na 78. miejscu listy Billboard 200 w USA, sprzedając go w nakładzie 6000 egzemplarzy w przeciągu tygodnia od dnia premiery. W ramach promocji nagrali teledysk do utworu „Yesterday Is Dead And Gone”.
W 2014 z zespołu odeszła Angela Gossow, która przez 13 lat pełniła obowiązki wokalistki grupy. Nową wokalistką Arch Enemy została Alissa White-Gluz, którą wybrano w porozumieniu i według sugestii Angeli Gossow. W tym samym roku grupa nagrała album pt. War Eternal, który promowali podczas tras koncertowych oraz teledyskami do utworów: „War Eternal”, „You Will Know My Name”, „No More Regrets” i „Stolen Life”.

## Muzycy
| Obecny skład zespołu - Alissa White-Gluz – śpiew (od 2014) - Michael Amott – gitara elektryczna (od 1996), gitara basowa (1996) - Sharlee D’Angelo – gitara basowa (od 1999) - Daniel Erlandsson – perkusja (1996–1997, od 1999) - Joey Concepcion - gitara elektryczna (od 2024) |  | Byli członkowie zespołu - Johan „Liiva” Axelsson – śpiew (1996–2000) - Martin Bengtsson – gitara basowa (1997–1998) - Peter Wildoer – perkusja (1997–1998) - Fredrik Åkesson – gitara elektryczna (2005–2007) - Christopher Amott – gitara elektryczna (1996–2005, 2007–2012) - Angela Gossow – śpiew (2000–2014) - Nick Cordle – gitara elektryczna (2012–2014) - Jeff Loomis – gitara elektryczna (2014 - 2024) |  | Muzycy koncertowi - Dick Lövgren – gitara basowa (1999) - Roger Nilsson – gitara basowa (1999–2000) - Gus G. – gitara (2005) |

Oś czasu

## Dyskografia

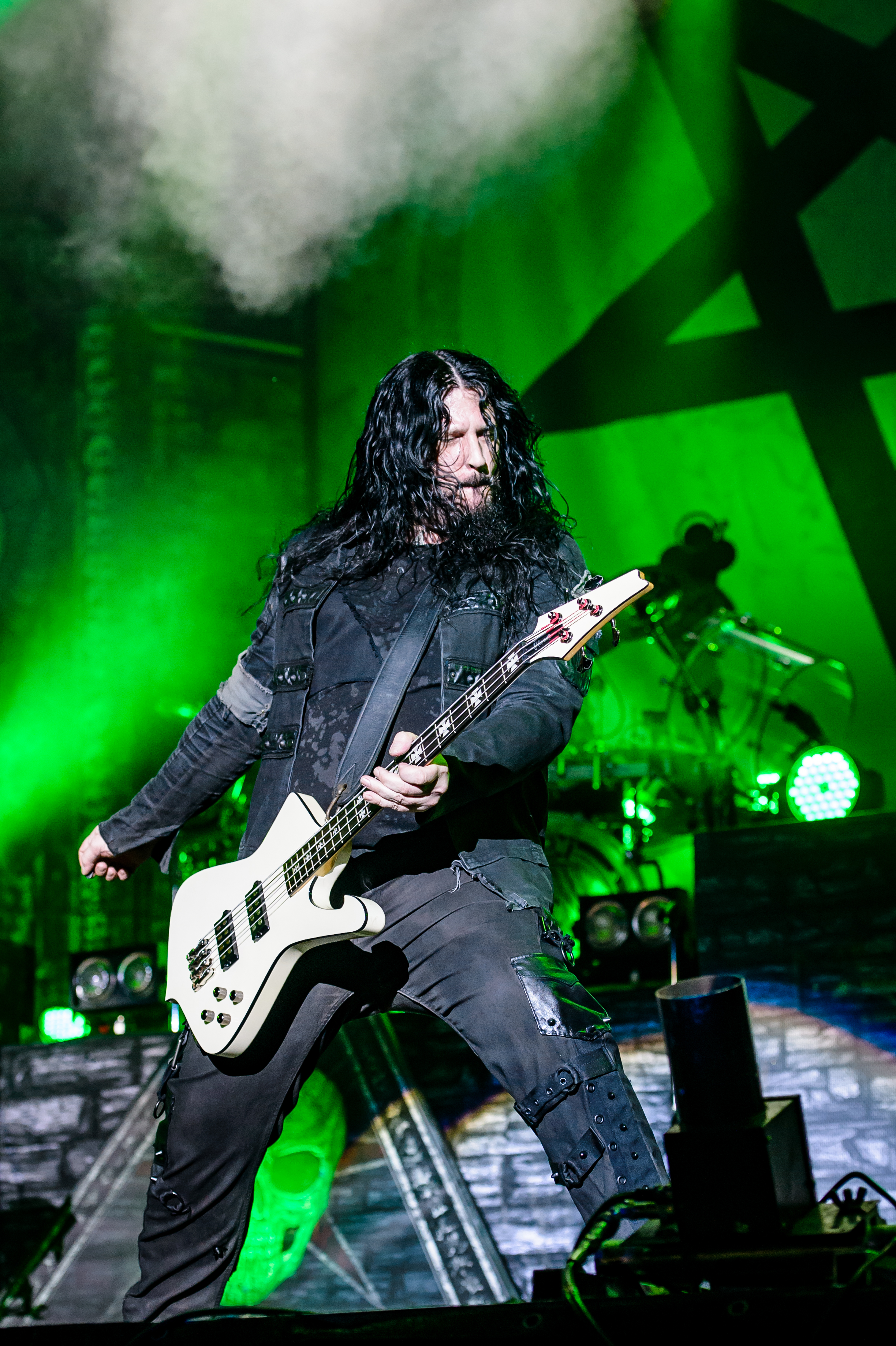
Sharlee D’Angelo, 2016

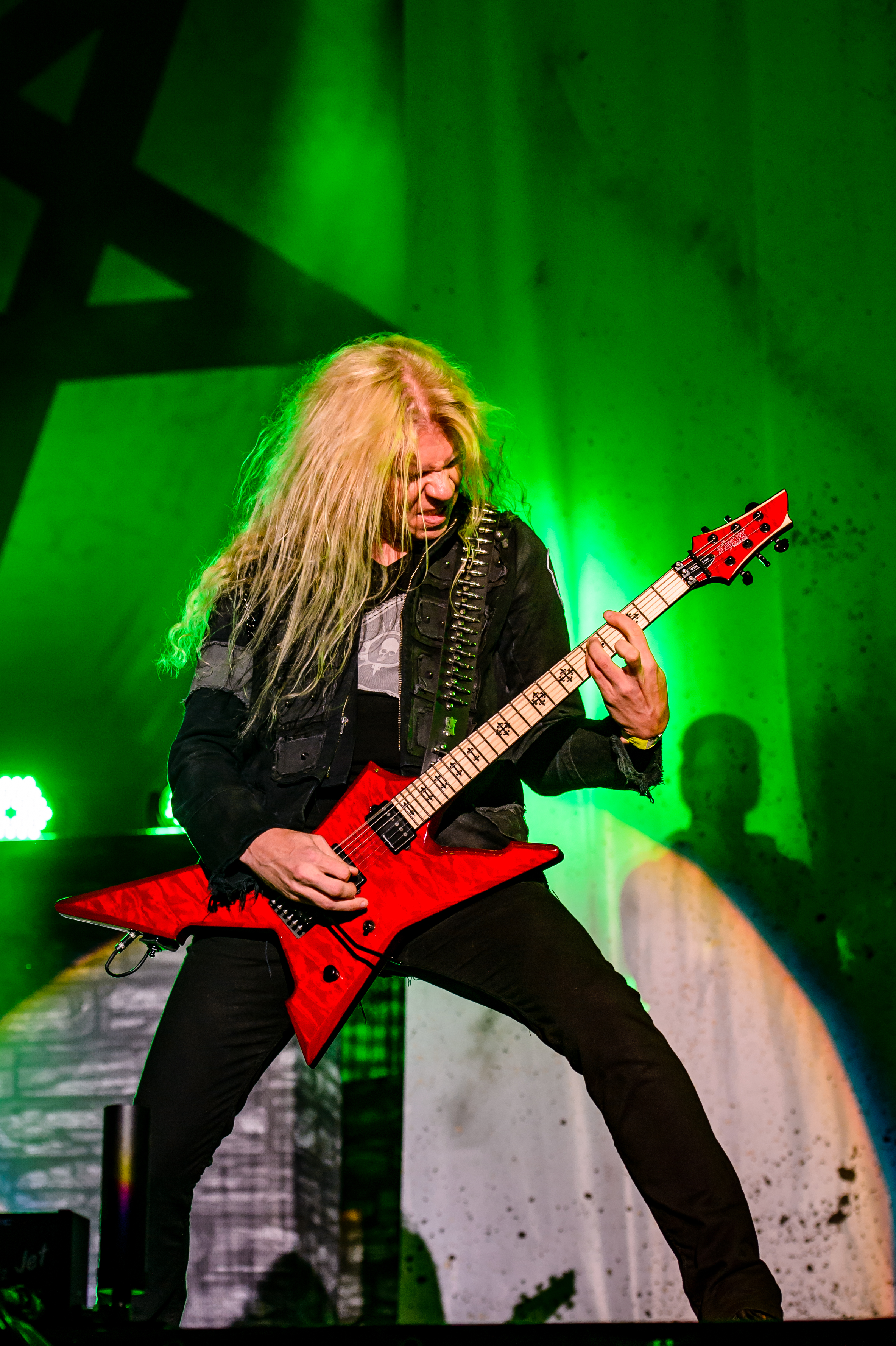
Jeff Loomis, 2016

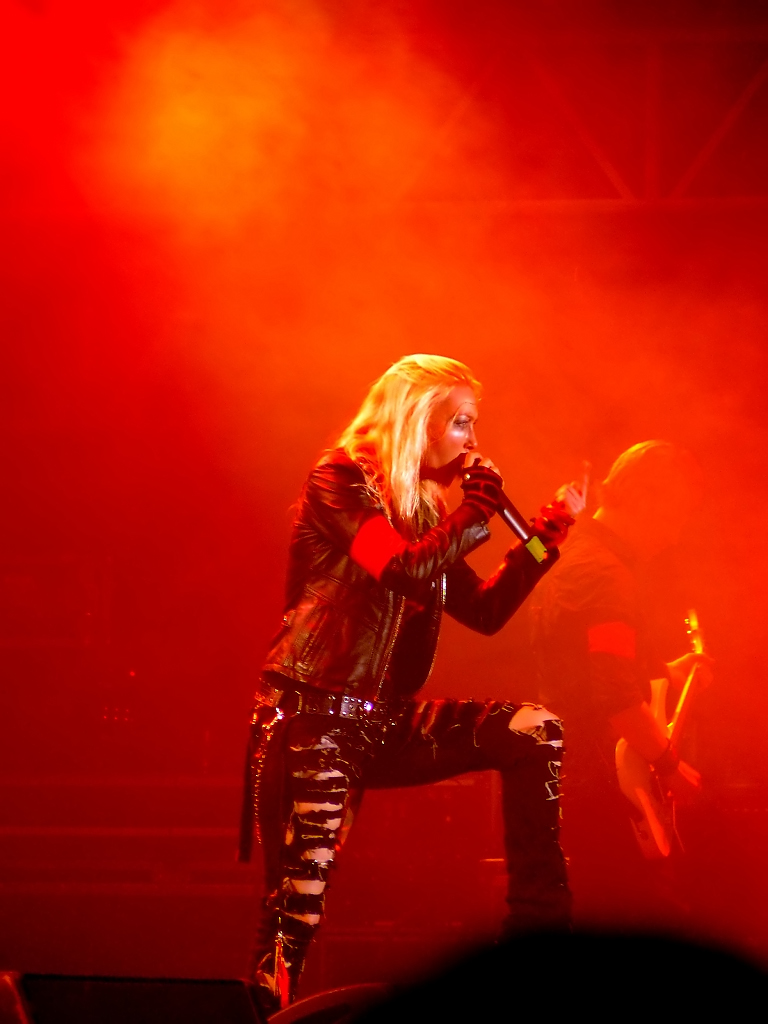
Angela Gossow, 2009

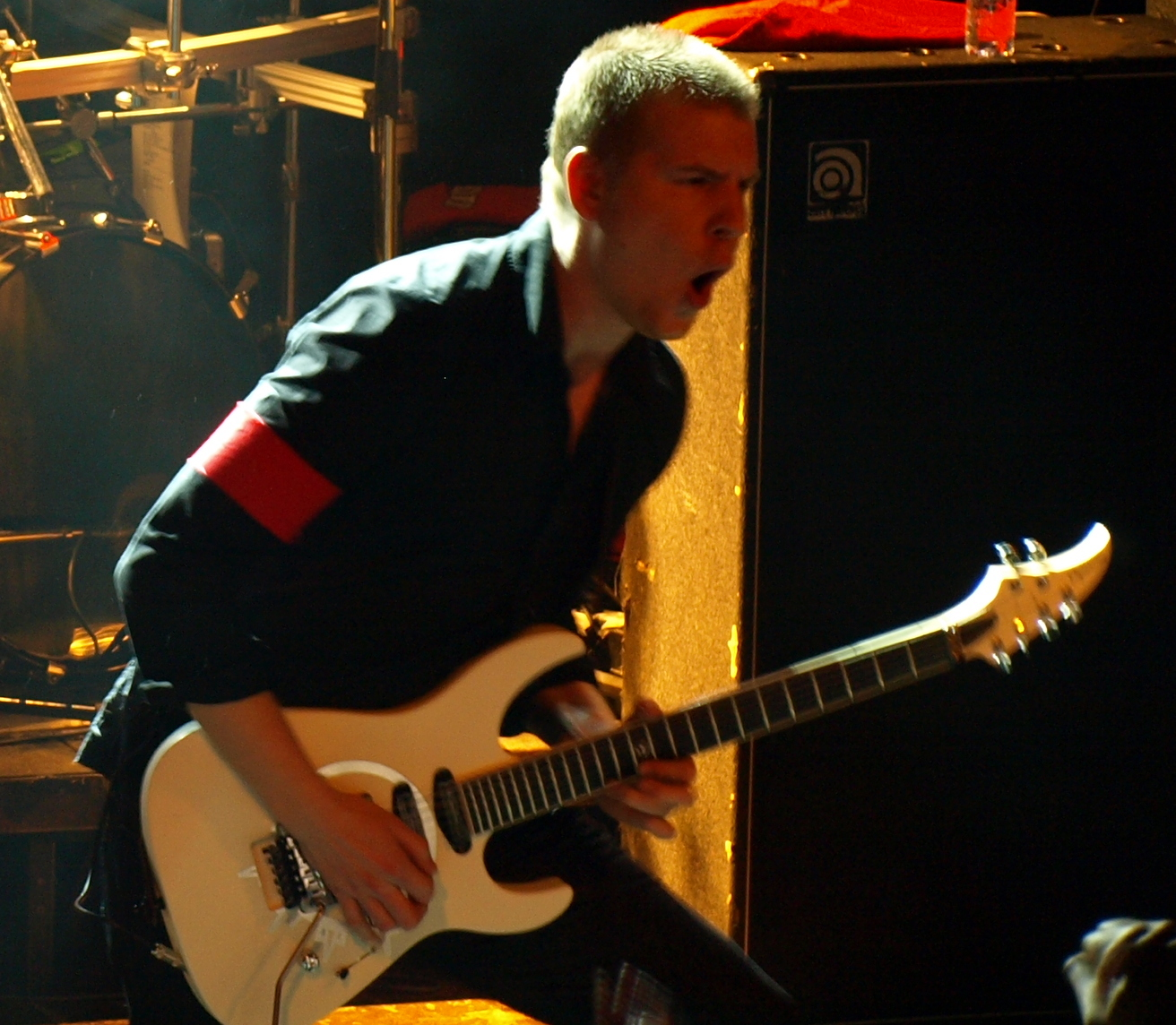
Christopher Amott, 2008

Albumy studyjne
| Rok                            | Tytuł                                                                          | Pozycja na liście | Pozycja na liście | Pozycja na liście | Pozycja na liście | Pozycja na liście | Pozycja na liście | Pozycja na liście | Pozycja na liście | Pozycja na liście | Pozycja na liście |
| Rok                            | Tytuł                                                                          | DEU               | FIN               | SWE               | FRA               | AUT               | CHE               | NLD               | USA               | GBR               | JPN               |
| ------------------------------ | ------------------------------------------------------------------------------ | ----------------- | ----------------- | ----------------- | ----------------- | ----------------- | ----------------- | ----------------- | ----------------- | ----------------- | ----------------- |
| 1996                           | Black Earth - Data: 12 grudnia 1996 - Wydawca: Century Media Records           | –                 | –                 | –                 | –                 | –                 | –                 | –                 | –                 | –                 | –                 |
| 1998                           | Stigmata - Data: 18 maja 1998 - Wydawca: Century Media Records                 | –                 | –                 | –                 | –                 | –                 | –                 | –                 | –                 | –                 | 94                |
| 1999                           | Burning Bridges - Data: 21 maja 1999 - Wydawca: Century Media Records          | –                 | –                 | –                 | –                 | –                 | –                 | –                 | –                 | –                 | 22                |
| 2001                           | Wages of Sin - Data: 2 kwietnia 2001 - Wydawca: Century Media Records          | –                 | –                 | –                 | –                 | –                 | –                 | –                 | –                 | –                 | 25                |
| 2003                           | Anthems of Rebellion - Data: 25 sierpnia 2003 - Wydawca: Century Media Records | 69                | –                 | 60                | 83                | –                 | –                 | 97                | –                 | –                 | 22                |
| 2005                           | Doomsday Machine - Data: 26 lipca 2005 - Wydawca: Century Media Records        | 34                | –                 | 23                | –                 | 74                | –                 | –                 | 87                | –                 | 28                |
| 2007                           | Rise of the Tyrant - Data: 24 września 2007 - Wydawca: Century Media Records   | 28                | 18                | 20                | 72                | 50                | 65                | 83                | 84                | –                 | 14                |
| 2011                           | Khaos Legions - Data: 30 maja 2011 - Wydawca: Century Media Records            | 15                | 9                 | 25                | 77                | 37                | 41                | 75                | 78                | 105               | 11                |
| 2014                           | War Eternal - Data: 4 czerwca 2014 - Wydawca: Century Media Records            | 9                 | 5                 | 40                | 56                | 13                | 16                | 36                | 44                | 85                | 17                |
| 2017                           | Will to Power - Data: 8 września 2017 - Wydawca: Century Media Records         | 3                 | 2                 | 11                | 22                | 6                 | 5                 | 11                | 90                | 37                | 15                |
| 2022                           | Deceivers - Data: 28 lipca 2022 - Wydawca: Century Media Records               | 2                 | 1                 | 9                 | 14                | 2                 | 1                 | 5                 | –                 | 80                | 17                |
| „–” pozycja nie była notowana. |                                                                                |                   |                   |                   |                   |                   |                   |                   |                   |                   |                   |

Albumy koncertowe
| 2000                           | Burning Japan Live 1999 - Data: 5 grudnia 2000 - Wydawca: Century Media Records      | 94  |
| 2008                           | Tyrants of the Rising Sun - Data: 24 listopada 2008 - Wydawca: Century Media Records | –   |
| 2012                           | Astro Khaos 2012 – Official Live Bootleg - Data: 26 grudnia 2012 - Wydawca: Trooper  | 108 |
| „–” pozycja nie była notowana. |                                                                                      |     |

Minialbumy
| 2002                           | Burning Angel - Data: 6 marca 2002 - Wydawca: Century Media Records                | –  |
| 2004                           | Dead Eyes See No Future - Data: 15 listopada 2004 - Wydawca: Century Media Records | 97 |
| 2007                           | Revolution Begins - Data: 31 sierpnia 2007 - Wydawca: Century Media Records        | –  |
| „–” pozycja nie była notowana. |                                                                                    |    |

Kompilacje
| 2009                           | Manifesto of Arch Enemy - Data: 27 lutego 2009 - Wydawca: Century Media Records | –  | –   | –  |
| 2009                           | The Root of All Evil - Data: 25 września 2009 - Wydawca: Century Media Records  | 84 | 133 | 21 |
| 2011                           | Dawn of Khaos - Data: 13 kwietnia 2011 - Wydawca: Century Media Records         | –  | –   | –  |
| „–” pozycja nie była notowana. |                                                                                 |    |     |    |

## Wideografia

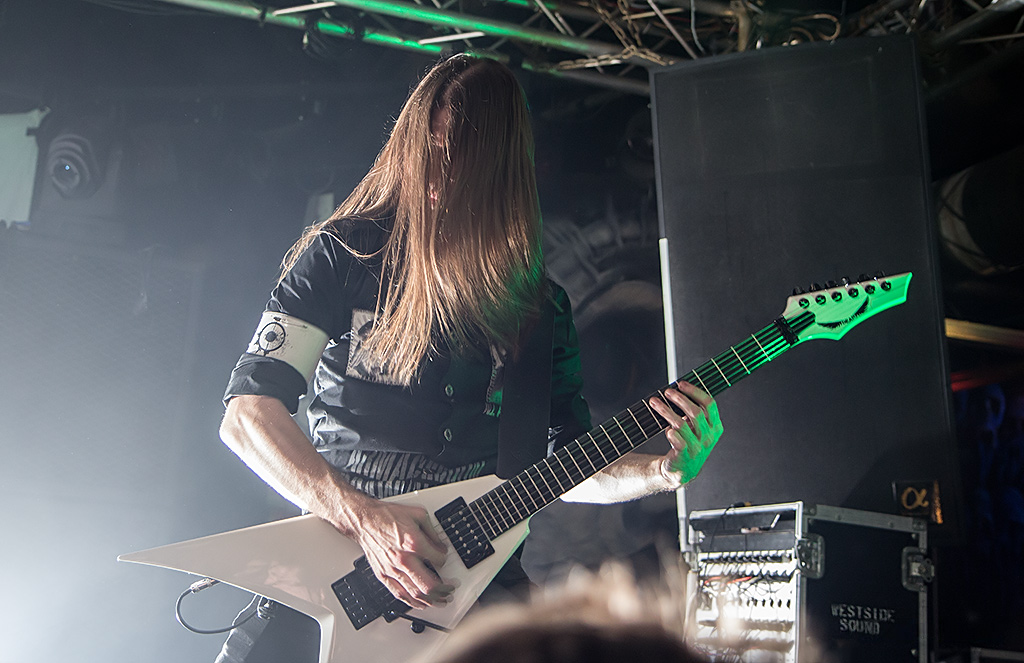
Nick Cordle podczas koncertu 17 października 2012

| Rok  | Tytuł                                                                                      | Pozycja na liście | Pozycja na liście |
| Rok  | Tytuł                                                                                      | JPN               | SWE               |
| ---- | ------------------------------------------------------------------------------------------ | ----------------- | ----------------- |
| 2006 | Live Apocalypse (DVD) - Data: 24 lipca 2006 - Wydawca: Century Media Records               | 61                | 2                 |
| 2008 | Tyrants of the Rising Sun (DVD) - Data: 24 listopada 2008 - Wydawca: Century Media Records | 37                | 8                 |

## Teledyski

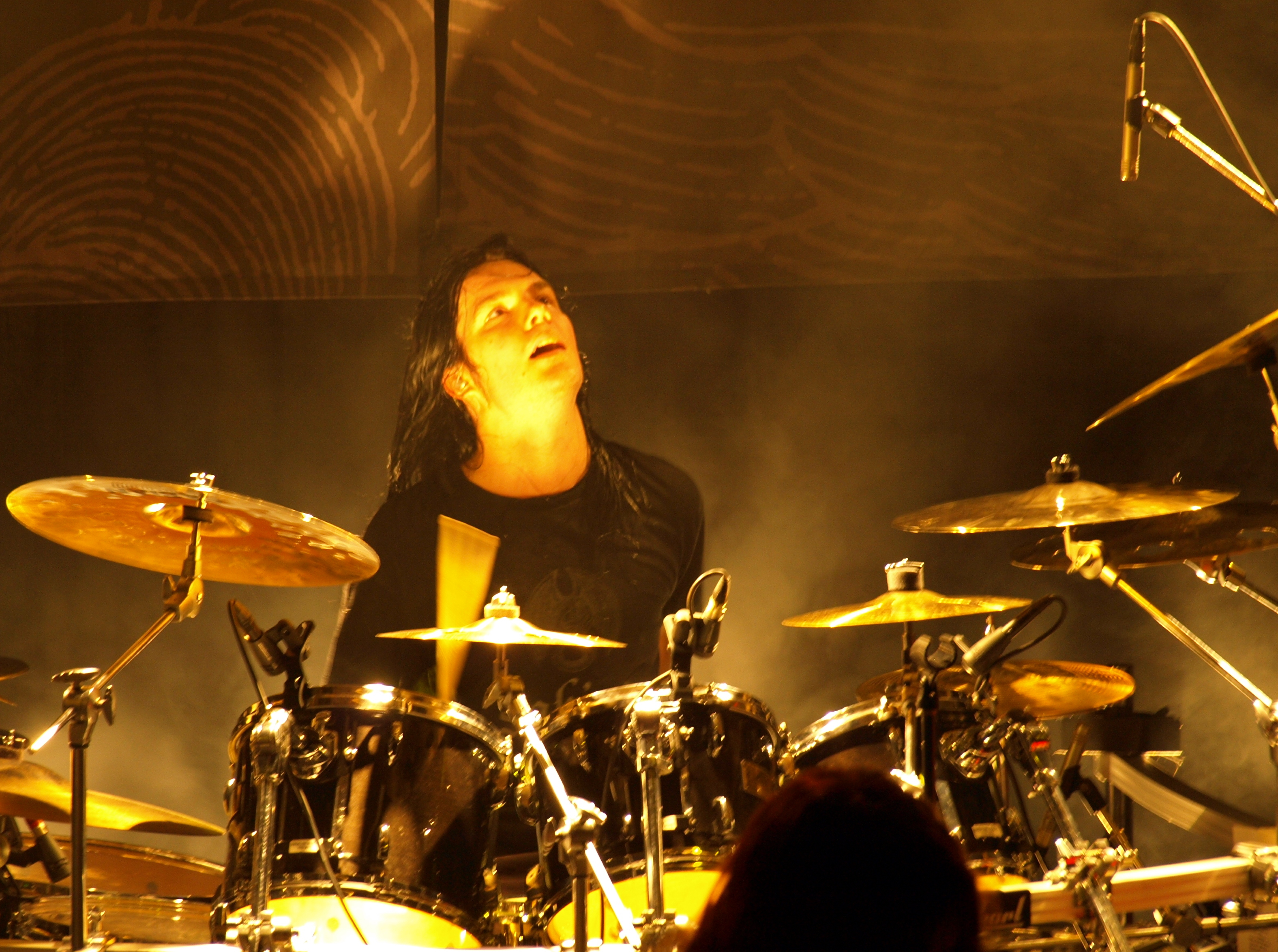
Daniel Erlandsson podczas koncertu w kwietniu 2008

| Tytuł                        | Rok  | Reżyseria       | Album                | Źródło |
| ---------------------------- | ---- | --------------- | -------------------- | ------ |
| „Bury Me An Angel”           | 1996 | –               | Black Earth          | [ 57 ] |
| „The Immortal”               | 1999 | Dick Bewarp     | Burning Bridges      | [ 58 ] |
| „Ravenous”                   | 2002 | Huge Films      | Wages of Sin         | [ 57 ] |
| „We Will Rise”               | 2003 | George Bravo    | Anthems of Rebellion | [ 59 ] |
| „Dead Eyes See No Future”    | 2003 | Michael Amott   | Anthems of Rebellion | [ 57 ] |
| „Nemesis”                    | 2005 | George Bravo    | Doomsday Machine     | [ 57 ] |
| „My Apocalypse”              | 2005 | Roger Johansson | Doomsday Machine     | [ 57 ] |
| „I Will Live Again”          | 2007 | Patric Ullaeus  | Rise of the Tyrant   | [ 57 ] |
| „Revolution Begins”          | 2007 | Patric Ullaeus  | Rise of the Tyrant   | [ 57 ] |
| „Yesterday Is Dead And Gone” | 2011 | Patric Ullaeus  | Khaos Legions        | [ 57 ] |
| „Bloodstained Cross”         | 2011 | Clem Bennett    | Khaos Legions        | [ 57 ] |
| „Under Black Flags We March” | 2012 | Patric Ullaeus  | Khaos Legions        | [ 60 ] |
| „Cruelty Without Beauty”     | 2012 | –               | Khaos Legions        | [ 61 ] |
| „War Eternal”                | 2014 | Patric Ullaeus  | War Eternal          | [ 57 ] |
| „You Will Know My Name”      | 2014 | Patric Ullaeus  | War Eternal          | [ 62 ] |
| „No More Regrets”            | 2014 | Patric Ullaeus  | War Eternal          | [ 63 ] |
| „Stolen Life” Version 2015   | 2015 | Carlos Toro V.  | War Eternal          | [ 64 ] |
| „Stolen Life” Version 2016   | 2017 | Carlos Toro V.  | War Eternal          | [ 57 ] |
| „Time Is Black”              | 2017 | –               | War Eternal          | [ 57 ] |
| „The World Is Yours”         | 2017 | Patric Ullaeus  | Will To Power        | [ 57 ] |
| „The Eagle Flies Alone”      | 2017 | Patric Ullaeus  | Will To Power        | [ 57 ] |
| „The Race”                   | 2017 | Patric Ullaeus  | Will To Power        | [ 57 ] |

## Nagrody i wyróżnienia
| Rok  | Kategoria      | Tytułem            | Nagroda | Nota      | Źródło |
| ---- | -------------- | ------------------ | ------- | --------- | ------ |
| 1999 | Årets hårdrock | Stigmata           | Grammis | Nominacja | [ 65 ] |
| 2008 | Årets hårdrock | Rise of the Tyrant | Grammis | Nominacja | [ 66 ] |